# Anagyrus haloxyli
Anagyrus haloxyli är en stekelart som beskrevs av Sugonjaev 1968. Anagyrus haloxyli ingår i släktet Anagyrus och familjen sköldlussteklar.
Artens utbredningsområde är:
- Turkmenistan.
- Tadzjikistan.

Inga underarter finns listade i Catalogue of Life.